# 她的撒嬌方式。
《她的撒嬌方式。》（甘えかたは彼女なりに。）是戲畫在2016年2月26日發售的戀愛冒險類型成人遊戲。2017年10月26日由Entergram發售PlayStation 4與PlayStation Vita版本。

## 遊戲運作
《她的撒嬌方式。》是成人戀愛冒險遊戲。玩家在玩《她的撒嬌方式。》的時候主要是觀看和聆聽故事情節的發展，不過在部分的預設段落中玩家須藉由點擊的方式選擇行為選項，而這些選擇將會影響之後的人物的行動或者是反應。遊戲藉由這些相互連接的劇情分歧點而組織成多條故事路線，而遊戲的選項便會影響玩家所挑選的故事劇情內容，包含會出現玩家操控的角色和遊戲人物之間的色情場景，並且進入不同的結局。

## 故事簡介
柴宮浩斗因為長相可怕而交不到朋友。某一天中午，同班同學新倉朋美向浩斗搭話，並邀請他加入在學生中風評很差的「支援會」。

## 登場角色

### 主要角色
柴宮浩斗
作品男主角。二年級生，由於性格冷淡且長相可怕因此交不到朋友，本人也盡可能不與他人交流。某天被新倉朋美邀請加入支援會。
新倉朋美
浩斗的同班同學，支援會成員。學業優秀，有著模特兒體型的美少女。
性格毒舌、高冷，對於其他人皆很冷淡，認為自己不需要朋友。
四賀乃花
二年級女學生，支援會成員。運動萬能但不擅長讀書。個性活潑。人緣很好。
永峰惠（聲：花澤櫻）
浩斗的學姐，支援會成員。家事萬能且個性和善，在學校很受歡迎。好奇心旺盛。
因為性格的緣故，做事常常爆走，協力會會被戲稱為「閒事會」的主要原因。
栗澤美雪（聲：中家志穗）
浩斗的學姐，支援會成員。學業優秀且具有大人氣質。是喝可樂會醉的體質。
相處久之後，會發現其實本人很迷糊，容易忘記事情，甚至還有賴床的習慣。

### 其他角色
柴宮理奈
浩斗的妹妹。個性活潑。
武居澄香
浩斗的學姐，學生會長。性格認真且成績優秀。
有賀久美子
兼任學生會與支援會顧問的女教師。

## 主題曲
片頭曲
作詞、主唱：川田真美，作曲：中澤伴行，編曲：中澤伴行、尾崎武士
片尾曲「True feelings」
作詞：真野綾，作曲、編曲：羽鳥風畫，主唱：矢吹高音

## 評價
《她的撒嬌方式。》在Getchu.com的2016年2月銷量榜上排名第4名、全年排名第37名。於「萌系遊戲大賞」2016年2月的月間賞獲得第6名。

## 外部連結
- 她的撒嬌方式。遊戲官網 （页面存档备份，存于）（日語）
- PS4/PSV/NS版本遊戲官網 （页面存档备份，存于）（日語）